# Myzomèle cardinal
Myzomela cardinalis
Espèce
Statut de conservation UICN

 LC  : Préoccupation mineure
Le Myzomèle cardinal (Myzomela cardinalis) est une espèce de passereaux de la famille des Meliphagidae. On le trouve en Nouvelle-Calédonie, dans les Samoa américaines, dans les Samoa, les îles Salomon et Vanuatu. Il vit dans les forêts tropicales ou subtropicales de mangroves. Il fréquente notamment les zones riches en fleurs comme les jardins. C'est un petit oiseau très actif, mesurant 13 cm du bec à la queue. Les mâles ont une coloration noire et rouge, et les femelles sont olive-verdâtre, avec parfois la tête rouge. Son long bec incurvé est très bien adapté pour sonder les fleurs et en récolter le nectar.

## Répartition et sous-espèces
Selon la classification de référence du Congrès ornithologique international (15.1, 2025) il se répartit en sept sous-espèces :
- M. c. pulcherrima Ramsay, 1881 — Makira, Ugi et îles Olu Malau ;
- M. c. sanfordi Mayr, 1931 — Rennell ;
- M. c. sanctaecrucis Sarasin, 1913 — Temotu et îles Torrès ;
- M. c. tucopiae Mayr, 1937 — Tikopia ;
- M. c. tenuis Mayr, 1937 — Vanuatu ;
- M. c. cardinalis (Gmelin, 1788) — Vanuatu : Erromango, Tanna et Anatom ;
- M. c. lifuensis Layard & Layard, 1878 — îles Loyauté.